# Nikolaj Gogol
Nikolaj Vasiljevitj Gogol, född 31 mars (19 mars enligt g.s.) 1809 i Sorotjintsy i guvernementet Poltava, Kejsardömet Ryssland, död 4 mars (21 februari enligt g.s.) 1852 i Moskva, var en ukrainskfödd rysk dramatiker, roman- och novellförfattare.
Nikolaj Gogol hade polsk-ukrainska rötter, växte upp i Lillryssland och verkade senare i den ryska delen av Kejsardömet Ryssland där han skrev på ryska, enligt tidens sed. Nikolaj Gogols släktnamn Janovskij (ukrainska: Janovskyj, polska: Janowski) härstammar från Polen; namnet Gogol är inte en författarpseudonym, utan släktnamnet var i själva verket Gogol-Janovskij (ukrainska: Hohol-Janovskyj).
Gogol är känd för sina ukrainska berättelser (Ukrainska noveller i svensk översättning), den nationalromantiska romanen Taras Bulba, som handlar om Zaporog-kosackernas krig mot Polen och de så kallade Petersburgnovellerna, bland annat Näsan och Kappan (på svenska även med titeln Överrocken).

## Liv och verk

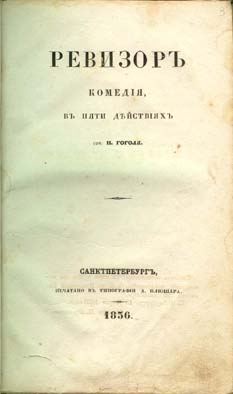
Omslag till första utgåvan av Revisorn (1836).

Nikolaj Gogol växte upp utanför Poltava där han tog studenten vid gymnasiet i Nezjin. Han växte upp i en tvåspråkig (rysk/ukrainsk) familj och skrev sina litterära verk på ryska. Han kom som nittonåring till Sankt Petersburg. Där arbetade han några år som kontorist vid ett av departementen. Om aftnarna bedrev han konststudier. Han hade svårt att finna sig till rätta i sällskapslivet, och var oförstående inför hur mycket ens sociala bakgrund viktlades. Detta ställde han i motsats till den anspråkslöshet och värme som fanns i hans hemstad.
Gogol debuterade redan 1829 med diktsamlingen Hans Küchelgarten, och som prosaförfattare 1831 med novellsamlingen Kvällar på en lantgård nära Dikanka på svenska: Ukrainska noveller. Den erövrade fort en stor läsekrets. År 1835 kom novellsamlingen Mirgorod samt samlingen Arabesker. I den senare utspelade sig handlingen helt och hållet i Sankt Petersburg. Kända noveller ur samlingen är Nevskij prospekt och En dåres anteckningar.

### Genomgående tematik – maning till samhällsförändring
Nikolaj Gogol var en av de stora författarna under 1800-talet som försökte bena ut vad Kejsardömet Ryssland var för något och hur det skulle utvecklas.
I En dåres anteckningar skildrade Gogol villkoren för kärlek kontra äktenskap: huvudpersonen förälskar sig i sin chefs dotter, men han får veta att han inte kan tävla mot en kammarjunkare ifråga om äktenskap. Det blir inget bröllop! Vad är det för märkvärdigt med en kammarjunkare.[...] Man får ju inget tredje öga i pannan, bara för att man är kammarjunkare. Näsan på honom är ju inte gjord av guld.[...], yttrar huvudpersonen, som dras in i en inbillad värld där han ifrågasätter sig själv och tillvaron i stort. Kanske är han en greve eller härförare, funderar han, och kanske finns det fall i historien där det kommit fram att en fattig bonde istället var någon rikeman - eller till och med monark. Han är på väg att bli galen och inbillar sig att han är kungen av Spanien.
Gogols första roman Taras Bulba (1835) är ett romantiskt porträtt av Zaporog-kosackernas krigståg mot polackerna under Hetmanat-eran på 1600-talet. I nationalromantiska drag målar han upp ett hjälteporträtt av den gamle kosacken Taras och hans söner under en tid då Zaporog-kosackerna kämpade för självständighet och ännu inte hade ingått unionen med Kejsardömet Ryssland, vid Perejaslavfördragen år 1654. Taras Bulba har tillsammans med allmoge-förebilden Kozak Mamaj kommit att bli en symbol för ukrainskt nationellt oberoende. År 2009 bidrog Ryska kulturministeriet med medel att spela in filmen Taras Bulba av regissören Vladimir Bortko, som fick en rysk vinkling. Detta gjordes i samband med 200-årsfirandet av Gogols födelsedag för att ge uttryck för Gogols ryskhet.
År 1836 utkom novellen och antologiklassikern Näsan. Samma år ägde premiären rum för teaterkomedin Revisorn. I Revisorn, som regelbundet spelas på teaterscener världen över, drev Gogol med det dåtida Rysslands förvaltning. En man på genomresa har av befolkningen i en mindre landsortsstad blivit tagen för den på orten väntade och fruktade revisorn, ung. regeringsinspektör, statens kontrollant. I tron att det är den utsände kontrollanten gör byborna sitt yttersta för att behaga denne, vilket den i själva verket utfattige "bedragaren" gärna går med på. Elegant avslöjar Gogol mänskliga egenskaper som girighet, dumhet och fåfänga, samt vår benägenhet att krypa inför överheten.

### Utomlands
Nikolaj Gogol kände sig missförstådd av kritik och publik angående Revisorn. Hans avsikt hade inte varit att roa, utan snarare åstadkomma samhällsförändring. Missnöjd övergav Gogol Ryssland, för att under de närmaste tolv åren vistas i utlandet, mest i Rom. Där inledde Gogol arbetet med romanen Döda själar - den första delen kom 1842. I Verket Döda Själar är livegenskapen huvudtemat. Döda själar är kanske Gogols främsta verk. Romanens huvudperson, Tjitjikov, försöker komma upp sig i samhället genom att köpa upp livegna personer som dött sedan den senaste folkräkningen. Gogol drev även med den terminologi som fanns som innebar att alla skattskyldiga vuxna kallades för själar -därav titeln döda själar. Döda själar sattes upp som pjäs i Sankt Petersburg under Nikolaj I:s tid (1825–1855). Det här var ovanligt eftersom regimen tillämpade en sträng censur.
År 1842 utkom novellen och ämbetsmannasatiren Kappan som även utgivits på svenska med titeln Överrocken. Novellen handlar om hur ett yttre ting förvandlar en persons självbild och andras uppfattning av en man, av låg rang, som köper en vacker överrock av hög beskaffenhet. Slutligen går personen under.

### Åter i Ryssland
Nikolaj Gogol återvände till Ryssland två år efter Aleksandr Pusjkins död och upptäckte att alla eftertraktade honom - alla ville höra honom och han efterfrågades i alla bildade kretsar som törstade efter någon som stod för en sanning om tillvaron som aldrig kom fram under Nikolajs regim. Gogol kände själv vilka stora förväntningar som ställdes på honom, han hade sagt att en uppföljare till Döda själar skulle komma där saker och ting skulle förklaras och utvecklas. Men han brände det manuskript han skrivit till en andra del, och den fråga han avslutade Döda själar med förblev obesvarad – Ryssland, Ryssland, svara på mitt spörsmål, vart ilar du hän?.
Istället tycks han blivit uppgiven och uppmanade sina landsmän att godta den rådande ordningen som ett uttryck för Guds vilja. Varför den hopplösa ordning han beskrivit i Döda själar helt plötsligt skulle godtas, det gav han inget svar på. Nu vändes hyllningskörerna till klander. Den fränaste kritikern, som också tillhört Gogols största beundrare, var litteraturkritikern Vissarion Belinskij (1811–1848). Han blev besviken på Gogol och kallade honom för predikare av knutpiskan och okunnighetens apostel.
Gogol är känd för humoristiska och befängda inslag i berättelserna. I Gogols Ryssland var författarna detsamma som de intelligenta vilka skulle förena Rysslands splittrade folk och etniciteter, och hade en (självpåtagen) roll som överbryggare mellan eliten och folket i landet. Litterärt räknas Gogol till slavofilerna. Till dem hörde även Fjodor Dostojevskij (1821–1881). Dostojevskij har i ett känt citat, som brukar tillskrivas honom, härlett sitt eget och sina samtida författarkollegors skapande till Gogols novell "Kappan": "Vi har alla krupit ur Gogols kappa", lyder detta.

## Gogol som ukrainsk nationalhjälte
Nikolaj Gogol var född och uppvuxen i Lillryssland i en släkt med rötter såväl till polsk adel som till Hetmanat-erans kosackledare. I familjens hus stod det polska familjevapnet i farstun, och huset var betydligt mera välbärgat än vad sovjetiska historiker ofta hävdade.[källa behövs] Vetenskaplig källforskning har bevisat att han hade rötter i Polen och till ukrainska kosackledare, att släkten värnade om sina polska rötter, men också att Gogol uttryckte stor kärlek till den ukrainska miljön där han vuxit upp. Han talade ukrainska, polska och ryska och författade på ryska, eller "det främmande språket" som han själv uttryckte det i ett brev till sin mor.[källa behövs]
Gogols förhållningssätt till "Ukraina" är omstritt. Han var likgiltig för de politiska självständighetssträvandena och fördömdes under 1920-talet för detta av kritiker som Serhyj Jefremov (1876–1939) och Jevhen Malanjuk. Andra kritiker har istället framhållit den betydelse Gogols skriftliga verk faktiskt fått i framväxten av en nationell ukrainsk identitet. Gogols personliga kluvenhet när det gäller "Ukraina" har blivit utredd i Between Gogol and Sjevtjenko som utgavs 1971 av George Stephen Nestor Luckyj (1919–2001).
Gogol var mångkulturell och kan inte betraktas vare sig som omvälvande kommunisthjälte eller rysk chauvinistförespråkare. Litterärt är Gogol en av tidernas största skildrare av sin samtid i såväl rysk som ukrainsk miljö. Därav följer att han har en naturlig hemvist i såväl ukrainsk som rysk litteraturhistoria.

## Utmärkelser
Asteroiden 2361 Gogol är uppkallad efter honom.